# 유바리시 석탄 박물관
유바리시 석탄 박물관(夕張市石炭博物館 유바리시세키탄하쿠부쓰칸[*])은 일본 홋카이도 유바리시 석탄의 역사 마을에 있는 석탄 박물관이다.
석탄의 역사 마을의 핵심 시설로서 1980년 7월에 개관한 것으로 1970년 개설했던 유바리시 향토 자료관을 전신으로 하고 있다.